# توپک

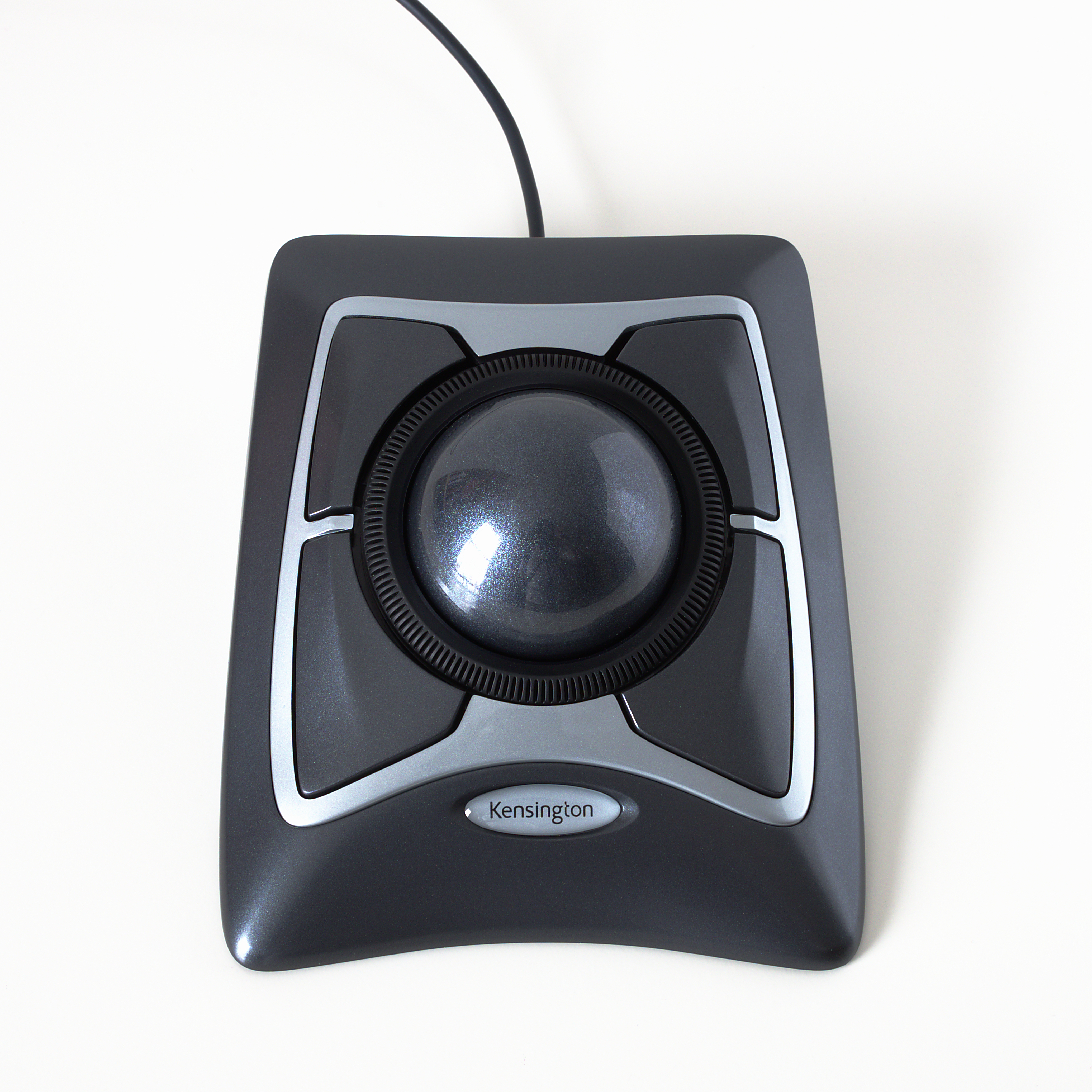
یک ترک بال سیمی از کنسینگتون

توپک یا ترک‌بال (به انگلیسی: Trackball) یک دستگاه ورودی و یکی از ابزارهای اشاره‌گر در رایانه است که به‌وسیله آن می‌توان مکان‌نما را بر روی صفحه جابجا کرد. ترک‌بال از یک توپ تشکیل شده است که بر روی دو غلتک عمود بر هم قرار دارد که حرکت عمودی و افقی توپ را بر روی صفحه نمایش می دهد. توپک را می‌توان با انگشتان یا کف دست چرخاند.

## نام
ترک‌بال یک وام‌واژه انگلیسی در زبان فارسی است که از واژه مجزا ترک (track) به معنی ردیابی و بال (ball)  به معنی توپ تشکیل شده است. گرته‌برداری از ترک بال، توپ ردیاب نام دارد.

## پیشینه

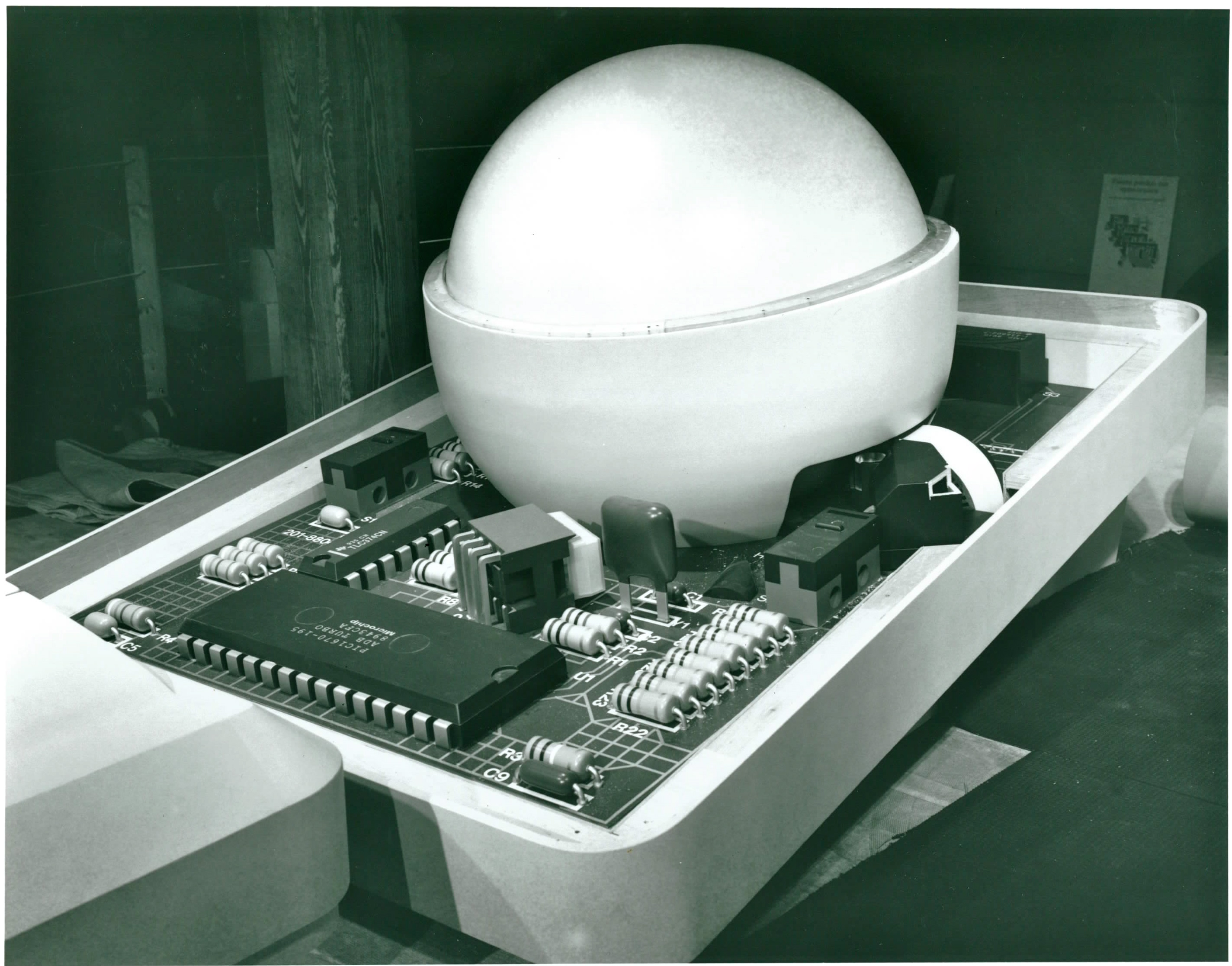
ترک‌بال رایانه‌های قدیمی

ترک‌بال در سال ۱۹۵۲  توسط تام کرانستون، فرد لانگستاف و کنیون تیلور که در نیروی دریایی سلطنتی کانادا کار می کردند، به عنوان بخشی از پروژه Datar اختراع شد. در آن زمان ثبت اختراع نشد، زیرا این دستگاه به عنوان بخشی از یک پروژه نظامی مخفی استفاده می‌شد. همانطور که قبلاً ذکر شد، عملکرد توپ اشاره کردن به آن است توپ متحرک جای خود را به نور و لیزر داده است. در حال حاضر، ترک‌بال‌ها به ندرت در رایانه‌های شخصی و اداری عمومی استفاده می‌شوند.

## ماوس توپی

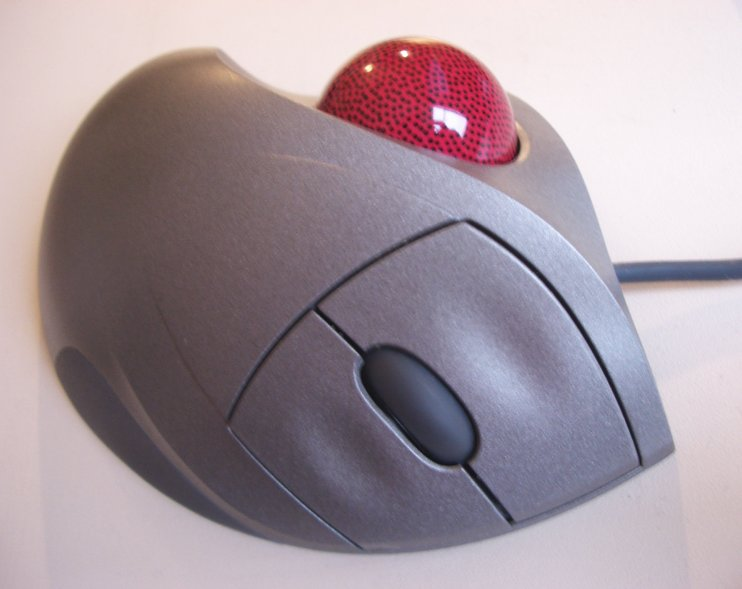
یک توپک قرمز رنگ بر روی یک موشواره لاجیتک تِرَکمَن

برخی از ماوس‌ها دارای یک ترک‌بال هستند که به آن‌ها ماوس توپی گفته می‌شود. ماوس توپی یکی از انواع ماوس است که در آن‌ها از طراحی ارگونومی و مناسب شکل دست انسان برای کاهش خستگی در حین کار با آن استفاده می‌شود. اما تفاوت‌هایی در نحوه کارکرد دارند. این ماوس‌ها ثابت هستند و کاربر تنها برای جابجایی پوینتر نیاز دارد توپ را بچرخواند. این امر فعالیت بخش‌های مختلف دست کاربر در هنگام استفاده را کاهش می دهد و ارگونومیک محسوب می‌شوند.

## نگارخانه

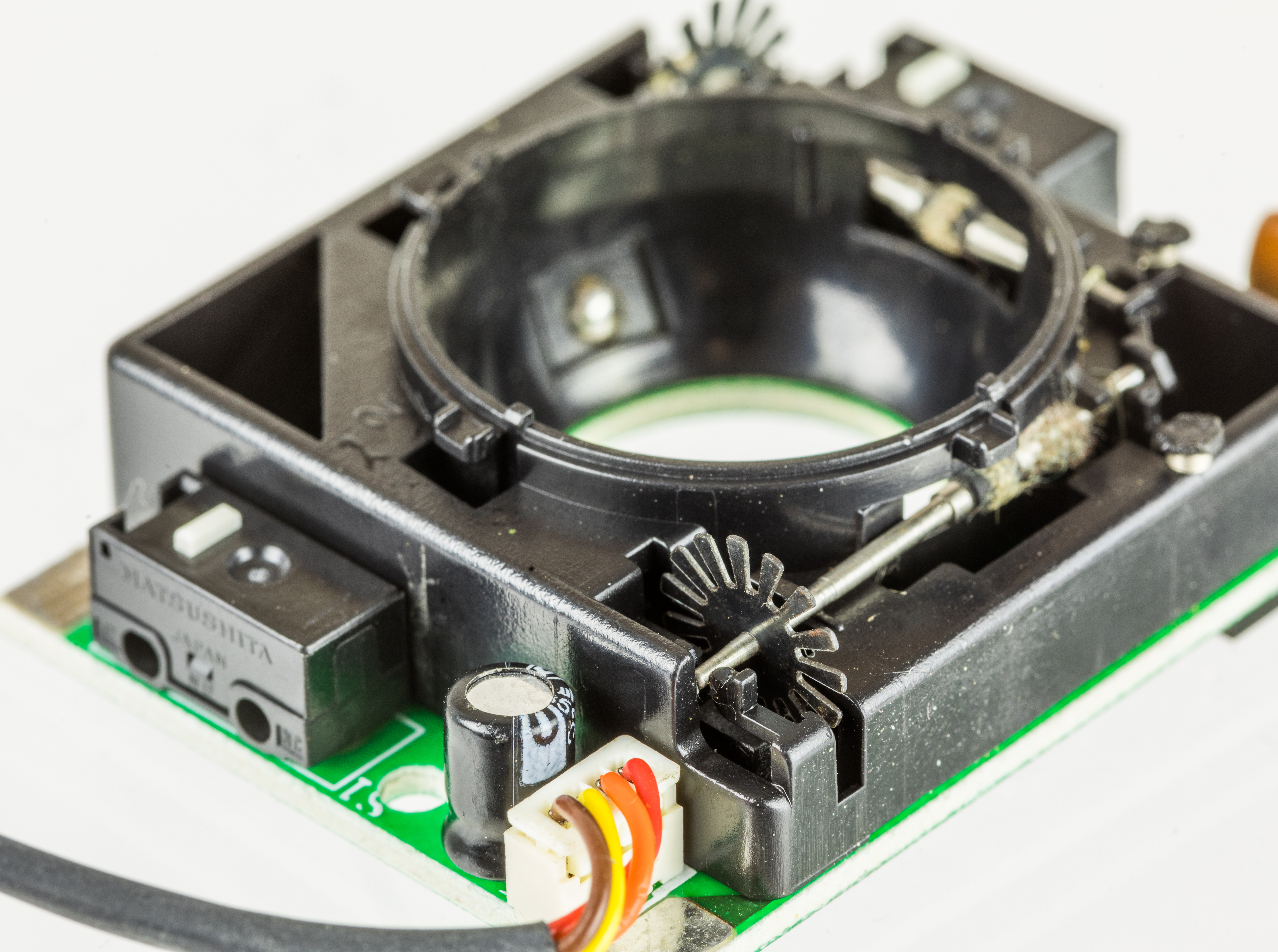
ماژول ترک‌بال
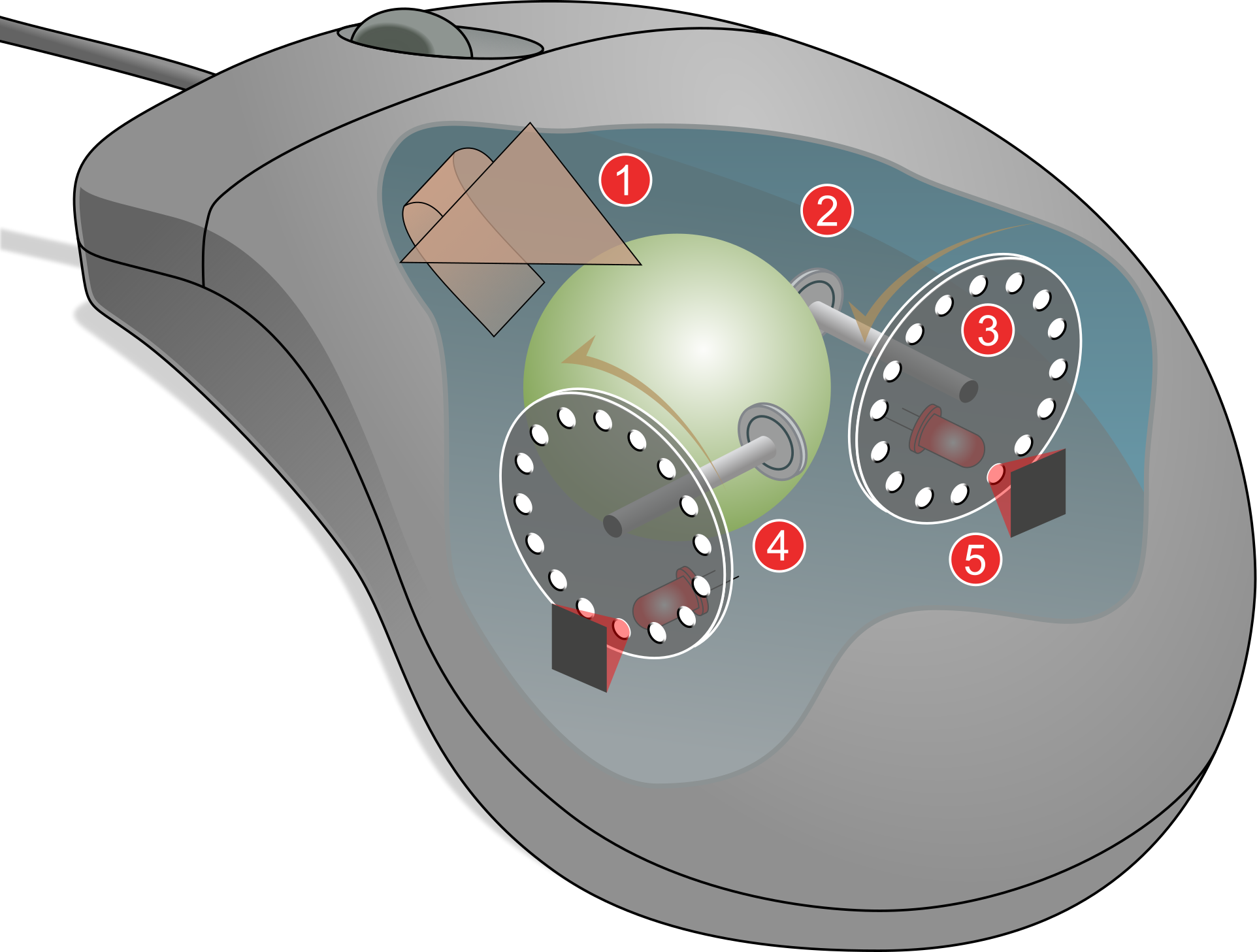
کارکرد یک ماوس توپی
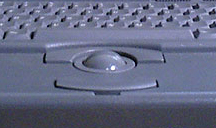
یک ترک‌بال تعبیه شده بر روی لپ‌تاپ
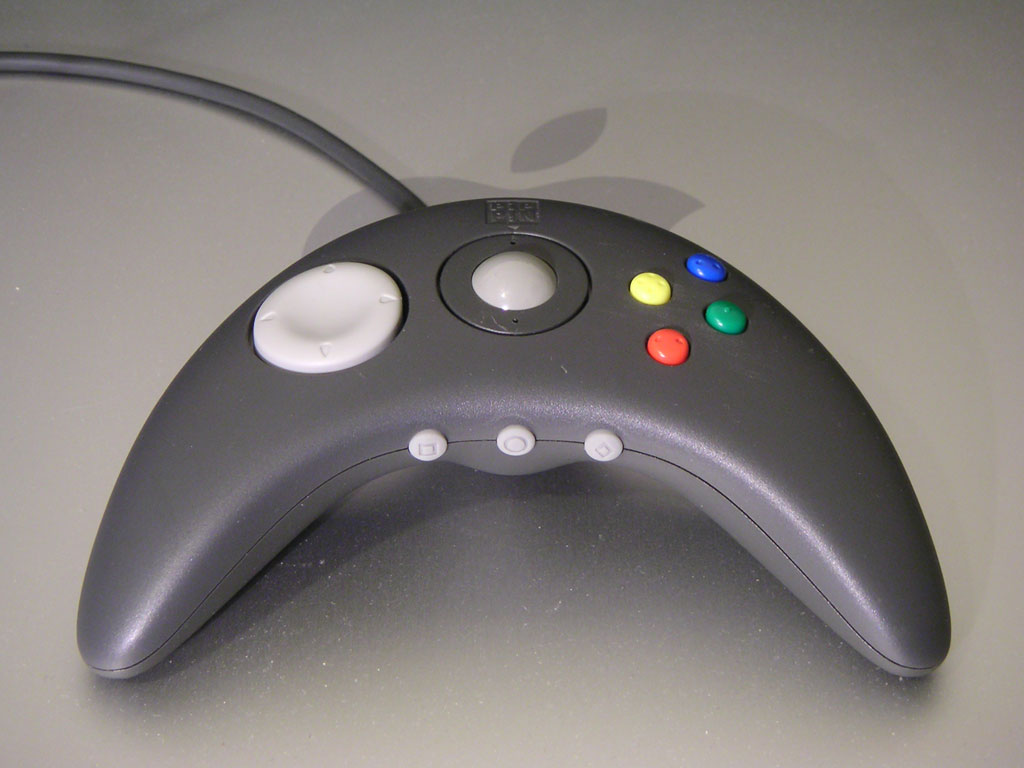
کنترلر کنسول اپل پیپین مجهز به ترک‌بال